# Aleksandr Zinovjev
Aleksandr Zinovjev, född 1922, död 2006 var en sovjetisk-rysk dissidentförfattare. Tilläts 1978 utvandra till Tyskland. Efter Sovjetunionens fall återvände han 1991 till Ryssland och omvärderade sin tidigare antisovjetiska ståndpunkt.

### Böcker översatta till svenska
- Den ljusa framtiden (Svetloe buduščee) (översättning Hans Björkegren, Coeckelberghs, 1979)
- Gapande höjder (Zijajuščie vysoty) (översättning Hans Björkegren, Coeckelberghs, 1980-1981)
- Homo Sovieticus (Gomo sovetikus) (1982, översättning Hans Björkegren, Coeckelberghs, 1984)